# ميخائيل دوغلاس (متزلج صدري)
ميخائيل دوغلاس هو متزلج صدري كندي، ولد في 31 مارس 1971 في تورونتو في كندا.

## وصلات خارجية
- ميخائيل دوغلاس على موقع IBSF (الإنجليزية)
- ميخائيل دوغلاس على موقع اللجنة الأولمبية الدولية (الإنجليزية)
- ميخائيل دوغلاس على موقع أوليمبيديا (الإنجليزية)
- ميخائيل دوغلاس على موقع اللجنة الأولمبية الكندية (الإنجليزية)